# Мария Гатчинская
Мари́я Га́тчинская (в миру Лидия Александровна Лелянова; 11/24 февраля 1874, Санкт-Петербург — 17 апреля 1932, Ленинград) — монахиня Русской православной церкви, участница иосифлянского движения, православная святая, почитаемая в лике преподобномучеников.
Память совершается 4 (17) апреля и в Соборе новомучеников и исповедников Российских.

## Биография
Лидия Лелянова родилась в 1874 году в Санкт-Петербурге. Леляновы проживали в доме № 101 на Забалканском проспекте, неподалёку от Новодевичьего монастыря. Отец Лидии, Александр Иванович Лелянов имел сургучный завод и собственный дом при нём. Его брат Павел был владельцем крупного мехового магазина на Большой Морской улице и принимал деятельное участие в общественной и городской жизни: он несколько лет был гласным Петербургской думы. Купеческая династия Леляновых была в столице известной, уважаемой и богатой, ибо давно числилась по первой гильдии.
В 16 лет Лидия заболела энцефалитом, осложнением которого стала болезнь Паркинсона. Несмотря на это, окончила гимназию, выпускные экзамены сдавала в инвалидной коляске. В 1909 году переселилась в Гатчину, где проживала в доме старшего брата Владимира. Все годы пребывания преподобной Марии в Гатчине за духовным советом и утешением к ней приезжало множество людей самого разного возраста и положения: от необразованных работниц до университетских профессоров, от приходских батюшек до архиереев. В Гатчине её посещал архиепископ Димитрий (Любимов), а митрополиты Вениамин (Казанский) и Иосиф (Петровых) подарили ей свои фотографии с надписями.
С 1912 года лежала парализованной, но речь у неё сохранилась.
С 1921 года вокруг Лидии Леляновой образовалась группа почитателей, получившая название Иоанновский кружок (в честь праведного Иоанна Кронштадтского).
В 1922 году архимандрит Александро-Невской лавры Макарий (Воскресенский) на подворье Пятогорского Богородицкого женского монастыря по благословению митрополита Петроградского Вениамина (Казанского) совершил монашеский постриг Лидии Леляновой с наречением имени Мария.
Негативно отнеслась к декларации митрополита Сергия (Страгородского) и призывала не посещать храмы, где его имя возносилось за богослужением. Духовником общины, образовавшейся вокруг Марии, был миссионер и духовный писатель протоиерей Иоанн Смолин. После его кончины, последовавшей 25 января 1927 года, духовником Марии стал протоиерей Пётр Белавский, близкий друг лидера иосифлянского движения архиепископа Гдовского Димитрия (Любимова).
В 1932 году Мария вместе с сестрой были арестованы советскими органами в ходе акции по «изъятию монахов и монашек», которая проходила по всей стране. Ей было предъявлено стандартное обвинение, в вину вменялась, в том числе, и проповедь Евангелия.
Поместили Марию Гатчинскую в больницу дома предварительного заключения, где она скончалась 17 апреля 1932 года, будучи уже осуждённой на три года ссылки. В связи с плохим состоянием здоровья матушка Мария была заключена в Александровскую больницу на реке Фонтанке, якобы для лечения. На самом деле богоборческие садисты производили над схимонахиней Марией изуверские опыты, делали ей мучительные операции, подрезали ей сухожилия. Не выдержав зверских пыток и истязаний, схимонахиня Мария умерла 5 (18 н.ст.) апреля 1932 года. Была погребена на Смоленском православном кладбище Ленинграда. На месте могилы установлен поклонный крест.

## Канонизация и почитание
Имя Марии, «матушки Гатчинской» было внесено в черновой поимённый список новомучеников и исповедников российских при подготовке канонизации, совершённой РПЦЗ в 1981 году. Однако список новомучеников был издан только в конце 1990-х годов.
17 июля 2006 года канонизирована Русской православной церковью — включена в Собор новомучеников и исповедников Церкви Русской по представлению Санкт-Петербургской епархии.
26 марта 2007 года мощи Марии Гатчинской были обретены на Смоленском кладбище Санкт-Петербурга и помещены в соборе Святого апостола Павла в Гатчине.
В апреле 2016 года к 10-летию канонизации Марии Гатчинской была приурочена выставка в музее истории Гатчины. На открытии прозвучали такие слова: «эта выставка — дань памяти как самой матери Марии, так и тем священнослужителям, которые входили в ее ближайшее окружение и также несли исповеднический и мученический подвиг». Екатерина Потоцкая, директор музея Гатчины рассказывала на открытии о том, что материал для выставки собирали буквально по крупицам, так как подлинных вещей принадлежащих Марии, сохранилось совсем немного.
В феврале 2017 года в петербургском культурно-просветительском центре «Покровский остров» прошел предварительный показ документальной кинокартины «Избранница Христова. Святая Мария Гатчинская». А в марте состоялась премьера этого фильма в Александро-Невской лавре.
В честь преподобномученицы в Санкт-Петербурге решили возвести храм и 31 октября 2020 года во Фрунзенском районе на месте строительства установили поклонный крест и отслужили молебен с чином освящения. 12 мая 2023 года строящийся храм посетил Митрополит Санкт-Петербургский и Ладожский Варсонофий.